# Ratiboř (Žlutice)
Ratiboř (németül: Ratiworz) Žlutice településrésze Csehországban a Karlovy Vary-i kerület Karlovy Vary-i járásában. Központi településétől 4 km-re északnyugatra fekszik. A 2001-es népszámlálási adatok szerint 24 lakóháza és 28 lakosa van.

## Népesség
| Lakosok száma | 248  | 231  | 226  | 219  | 210  | 68   | 51   | 30   | 28   | 32   |
|               | 1869 | 1890 | 1900 | 1921 | 1930 | 1961 | 1970 | 1991 | 2001 | 2021 |